# Tegalsari (Karanggede)
Tegalsari is een bestuurslaag in het regentschap Boyolali van de provincie Midden-Java, Indonesië. Tegalsari telt 2434 inwoners (volkstelling 2010).